# Elise Adelsköld
Elise Sofie Adelsköld, född 10 mars 1910 i Norrsunda socken, död 26 november 1999, var en svensk bibliotekarie.

## Biografi
Adelsköld studerade vid Stockholms högskola och blev filosofie magister 1934 och filosofie licentiat 1947. Hon blev 1939 tillförordnad och 1942 ordinarie stadsbibliotekarie i Lidingö. Under denna tid var hon den drivande kraften bakom Bokbåten, det mobila skärgårdsbiblioteket debuterade den 5 maj 1953 med HMS Rindö.
Hon var 1948–1975 länsbibliotekarie i Stockholm.
Adelsköld var 1974–1982 sekreterare i Sällskapet Nya Idun. Hon skrev artiklar och recensioner i tidskrifter och uppslagsverk.